# CCR5
Le récepteur à C-C chimiokine de type 5 (CCR5), aussi connu sous le nom de CD195, est une protéine de la surface des leucocytes impliquée dans l'immunité : il agit comme un récepteur de chimiokines. Son gène est le CCR5 situé sur le chromosome 3 humain. Il appartient à la famille des récepteurs aux chémokines CC. Plusieurs formes du virus VIH utilisent ce récepteur pour entrer dans les cellules hôtes.
Quelques individus possèdent une mutation du gène du CCR5 connue sous le nom de mutation CCR5-Δ32 qui les protège d'une infection par le VIH. Les porteurs homozygotes de cette mutation résistent aux infections par le VIH-1.

## Localisation
Les récepteurs CCR5 sont retrouvés à la surface de plusieurs types de cellules, en particulier sur les lymphocytes, les monocytes, les tissus lymphoïdes. Ils sont retrouvés également sur les neurones, les astrocytes et sur les cellules gliales dans le système nerveux central. Ils sont également situés sur les cellules endothéliales, les cellules musculaires lisses et les fibroblastes.

## CCR5-Δ32
La variation de ce gène serait apparue au Moyen Âge d'après des études ADN. Une hypothèse serait que la peste bubonique ou la variole auraient conféré un avantage sélectif aux individus porteurs de la mutation CCR5-Δ32 dans la population européenne de l'époque.

## VIH
Un patient américain, nommé Timothy Brown (surnommé le « patient de Berlin »), était précédemment infecté par le VIH. Il a développé une leucémie myéloïde. Il a dû recevoir une greffe de moelle osseuse HLA compatible. Après 600 jours, le patient était en bonne santé et n'avait pas de trace détectable de VIH dans le sang. Le donneur de moelle était porteur de la mutation CCR5-Δ32. Une deuxième personne, Adam Castillejo, surnommé « le patient de Londres », a connu une rémission durable du VIH-1, après avoir interrompu son traitement grâce à une greffe de moelle osseuse CCR5-Δ32.
Le VIH utilise ce récepteur, avec le récepteur CD4, pour rentrer dans les cellules cibles. Des ligands à ce récepteur, RANTES, MIP-1β et MIP-1α, sont capables de supprimer une infection par le VIH-1 in vitro. Des antagonistes des récepteurs au CCR5, dont le maraviroc, sont en cours de développement.
En 2009 a débuté un essai thérapeutique dans lequel les cellules des patients étaient génétiquement modifiées avec une nucléase à doigt de zinc pour apporter les avantages de la mutation CCR5-Δ32 et ont été retransfusées en tant que potentiel traitement anti-VIH.
En avril 2016, une équipe de chercheurs chinois a annoncé avoir réussi à introduire l'allèle CCR5-Δ32 dans l'ADN d'embryons humains en utilisant l'enzyme CRISPR-Cas9.
Fin 2018, le chercheur chinois He Jiankui a révélé avoir créé des bébés humains modifiés génétiquement, toujours en utilisant l'enzyme CRISPR-Cas9, afin de porter la mutation CCR5-Δ32. Cette annonce a créé une controverse et le chercheur a été condamné.

## Autres maladies
Ce même variant (Δ32) du gène CCR5 serait protecteur contre l'infarctus du myocarde. Le mécanisme pourrait être une diminution de l'athérogenèse par défaut de fixation des monocytes au niveau de la plaque.